# Lauks

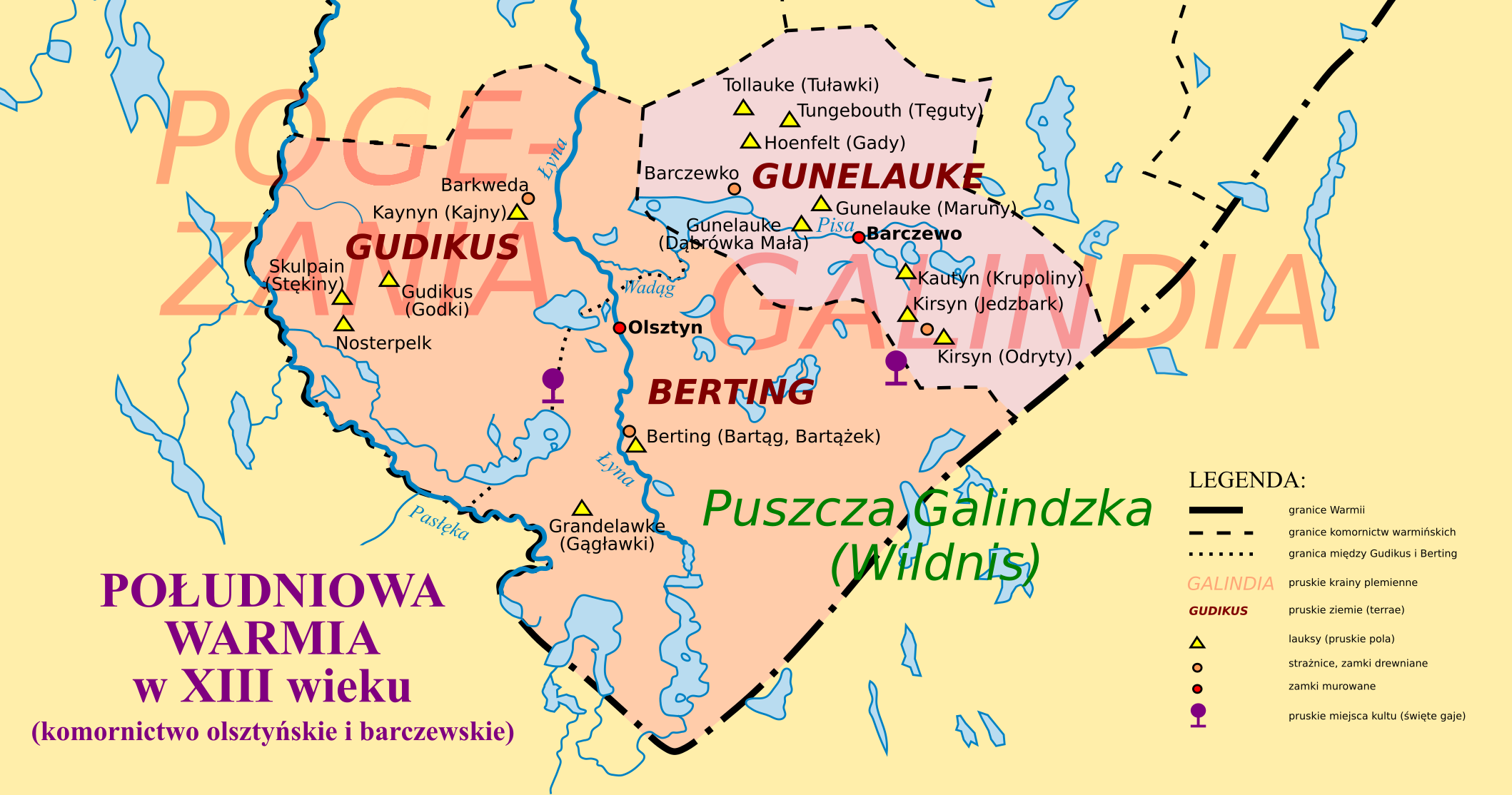
Pruskie związki terytorialno-osadnicze (w tym lauksy) na terenie południowej Warmii

Lauks (dosł. pole) – najmniejsza jednostka osadnicza Prusów, podstawowa składowa tak zwanej „małej ziemi” – jednostki plemiennej. Lauksy jako podstawowa struktura osadniczo-społeczna notowane są od VI w. n.e. Najprawdopodobniej ukształtowały się po rozpadzie wcześniejszych wspólnot osadniczych, w wyniku zmniejszenia się liczby ludności oraz wynikającego z tego mniejszego areału ziem uprawnych. Część ludności przeniosła się na opuszczone przez Gotów tereny na wschód od Wisły i w obszarze dolnej Wisły.
Główną formą organizacyjną lauksu były wiece. Zgromadzenia wiecowe zwoływane były zwykle tam, gdzie składane były ofiary bogom, a więc w świętych gajach lub w obrębie grodów obronnych. 
Lauks nie miał określonego obszaru. Była to ziemia uprawna w wykarczowanej puszczy, na polanie. Grunty lauksu nie stanowiły zwartego układu, składały się z drobnych kawałków ziemi. Poszczególne lauksy oddzielała puszcza lub jeziora, bagna i rzeki. Najprostszą formą lauksu było pojedyncze gospodarstwo. Większe lauksy składały się z kilku lub kilkunastu rodzin. Z lauksów odchodziły rodziny, aby założyć w niewielkiej odległości następne osady (lauksy) o takiej samej nazwie lub nieco zmienionej. 
Lauks nie był wsią w rozumieniu wsi polskiej czy niemieckiej. Prusowie nie osiedlali się w jednym miejscu, a ich gospodarstwa były rozrzucone z dala jedno od drugiego. W sąsiedztwie osady znajdowało się miejsce składania ofiar, święty gaj itp. W razie zagrożenia ludność chroniła się w gródkach obronnych. Lauks w obrębie „małej ziemi” miał całkowitą autonomię.
W sensie terytorialnym pojęcia lauks obejmowało całość ziem zagospodarowanych przez daną wspólnotę lokalną, bez względu czy ziemia ta stanowiła własność prywatną jednej rodziny czy też własność wspólna wszystkich mieszkańców bliskich gospodarstw. Każdy osadnik (Prus), który zagospodarował potrzeb mu kawałek ziemi (zajmując ugór lub karczując dziewiczy las), stawał się jej właścicielem. Własność ta nie była kwestionowana i dziedziczona była przez najstarszego syna. Taka sytuacja wynikała po pierwsze z niewielkiego zaludnienia, wielu wolnych i dostępnych terenów jak i również z faktu, iż o prestiżu społecznym decydował majątek ruchomy. Ten najłatwiej było zdobyć poprzez wyprawy wojenne (łupieżcze). Jednak nie był on dziedziczony i podlegał redystrybucji w trakcie obrzędów pogrzebowych zmarłego. Prawdopodobnie dlatego wśród Prusów z trudem kształtowała się warstwa możnych (bardzo łatwo było stać się bogatym i bardzo łatwo cały majątek oraz związany z tym prestiż społeczny stracić).
Wyraźne zmniejszenie liczby ludności w dawnych centrach osadniczych ograniczyło zagospodarowywanie ziemi. W rezultacie, aż do XIII i reformy organizacyjnej wprowadzonej przez Krzyżaków, poszczególne gospodarstwa znajdowały się przeważnie w oddaleniu od siebie, otoczone polami, odłogami i pastwiskami. Wielkość poszczególnych lauksów była zróżnicowana. Na skraju zagospodarowanego obszaru znajdował się zazwyczaj cmentarz, najczęściej w pobliżu wody.
Większymi niż lauksy jednostkami osadniczymi były tzw. „małe ziemie” (terrule). Ich odpowiednikiem były litewskie i estońskie „kiligundy’, terytorialne wspólnoty, powstałe na zasadzie dobrowolnych porozumień formacji osadniczych niższego rzędu (lauksów).
W pruskiej etymologii nazewnictwa zachowało się 157 miejsc z przyrostkiem –lauks (pol. –ławki) i 124 z przyrostkiem –kaym (pol. –kiejmy). Oba określenia występują w pruskich nazwach miejscowych (pojedynczo, np. Łajs, Łajsy lub w złożeniach) i stanowią dwa elementy podstawowej jednostki osadnictwa Prusów. W obrębie jednego lauksu mógł być jeden lub więcej dwór-kaym.
Do dziś forma pojedynczych gospodarstw, bądź zabudowań składających się z 2-3 gospodarstw, jest spotykana stosunkowo często na obszarach Warmii, Mazur i Suwalszczyzny. Powstały one jednak znacznie później jako forma zabudowy kolonijnej współczesnego rolnictwa.